# Quichuana rieseli
Quichuana rieseli är en tvåvingeart som beskrevs av Shannon 1927. Quichuana rieseli ingår i släktet Quichuana och familjen blomflugor. Inga underarter finns listade i Catalogue of Life.